# Pałac Lubomirskich we Lwowie
Pałac Lubomirskich we Lwowie – barokowy pałac przy lwowskim Rynku z 1763 wybudowany dla Stanisława Lubomirskiego według projektu Jana de Witte; od 1975 mieści Muzeum Etnografii i Przemysłu Artystycznego we Lwowie. 
W miejscu pałacu znajdowały się wcześniej dwie kamienice należące do Sapiehów; w jedej z nich mieszkał Szymon Szymonowic. Kamienice te wraz z pięcioma domami przy ul. Ruskiej i ul. Blacharskiej zakupił w 1763 Stanisław Lubomirski i polecił przebudować na okazały pałac, zajmujący całą głębokość bloku przyrynkowego. 
Po I rozbiorze Polski, w latach 1772–1826, pałac Lubomirskich zajmowali gubernatorzy Galicji. W 1895 pałac kupiło ukraińske Towarzystwo Proswita.